# صفيراء إسفينية الأوراق
صفيراء إسفينية الأوراق[بحاجة لمصدر] (الاسم العلمي:Sophora cuneifolia) هي نوع غير مؤكد من النباتات يتبع جنس الصفيراء من الفصيلة البقولية.